# Eukaryota
Eukaryota (též Eukarya či česky jaderní) je doména, kam patří jednak veškeré známé mnohobuněčné formy života, jako jsou živočichové, rostliny, houby nebo stramenopilní řasy (chaluhy, řasovky), a všechny jednobuněčné organismy řazené mezi protisty, které jsou co do počtu vývojových linií mezi eukaryoty ještě mnohem bohatší a různorodější. Eukaryotická buňka na rozdíl od prokaryotní obsahuje pravé buněčné jádro a množství dalších organel oddělených membránou od okolí. Tyto struktury rozdělují buňku na mnoho menších oddílů (kompartmentů). Eukaryontní organismy mají množství jiných unikátních znaků, jako je například specifická struktura bičíků a řasinek, existence cytoskeletu, určité odchylky ve struktuře genomu (např. DNA rozdělená do jednotlivých chromozomů, přítomnost intronů ve větším množství), schopnost pohlavního rozmnožování a mnohá další metabolická a biochemická specifika.
K eukaryontním organismům se řadí všechny buněčné organismy vyjma bakterií a archeí, tedy prokaryot. Klasifikace eukaryot se v poslední době radikálně mění. Tradiční systém říší rostliny, houby, živočichové a protista (poslední jmenovaná zahrnovala veškeré ostatní eukaryotické organismy) byl v současnosti překonán konceptem fylogeneticky přirozených superskupin. V současnosti je vymezeno více než deset hlubokých eukaryotických linií – Obazoa, Amoebozoa, CRuMs, Malawimonadida, Archaeplastida, Dicsoba, Pancryptista, SAR, Haptophyta, Telonemia, Centrohelida, Hemimastigophora, Ancyromonadida, Metamonada a Ancoracystidae. Kromě uvedených existuje spousta dalších dosud nezařazených taxonů. U řady velkých eukaryotických taxonů byla později prokázána jejich parafylie či polyfylie, týká se to například skupin Excavata, Chromalveolata, TSAR či Haptista. Odhady týkající se počtu druhů eukaryot se pohybují mezi 5 a 30 miliony, popsáno bylo méně než dva miliony druhů.

## Vznik a vývoj

### Datace a fosilní nálezy

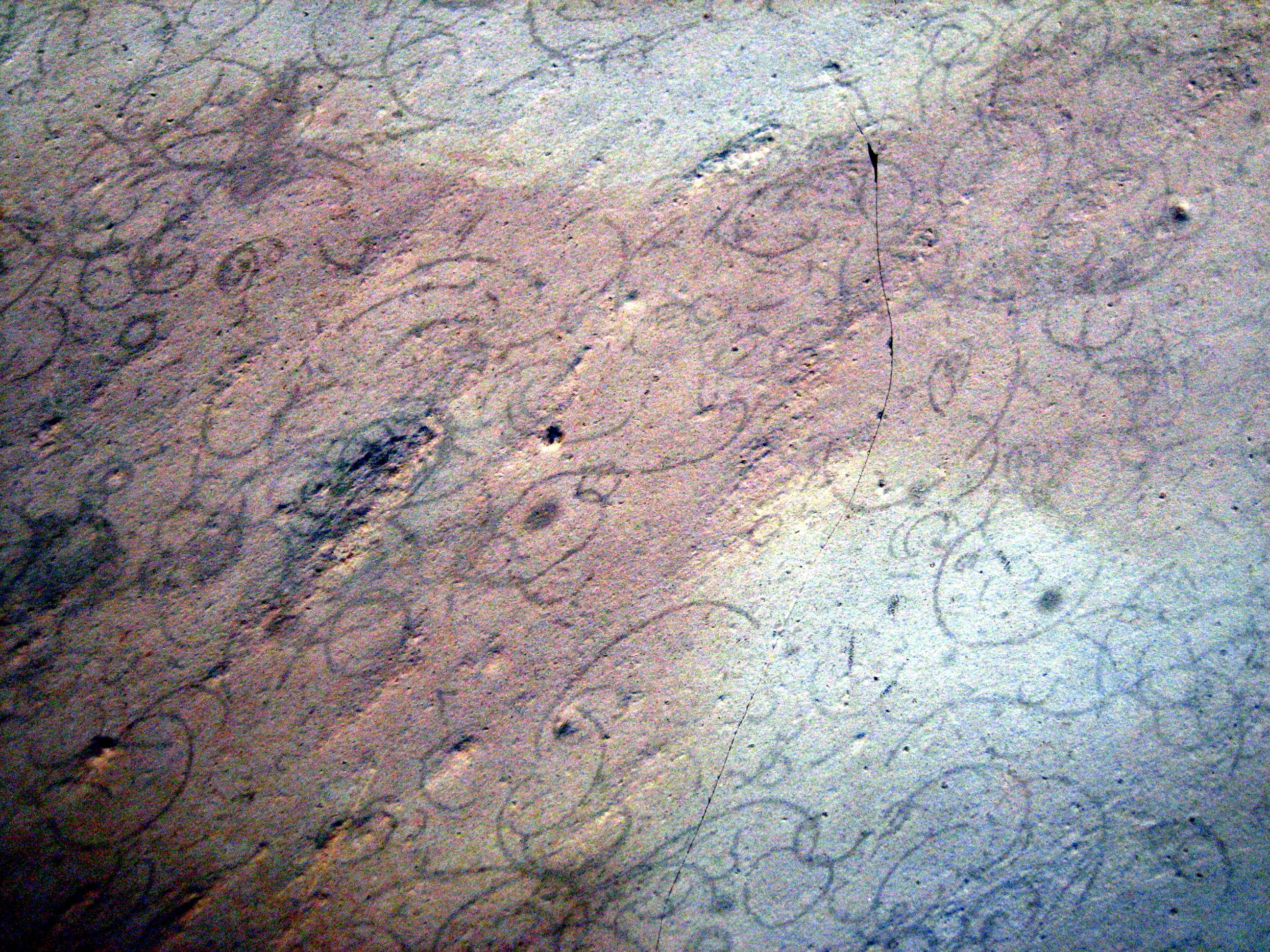
Tyto vláknité fosílie rodu Grypania, dosahující velikosti až několika cm, byly nalezeny v Montaně a v Michiganu, USA. Dnes jsou považovány za dvě miliardy let staré fotosyntetizující řasy

Vznik eukaryotických buněk (a potažmo tedy eukaryot) je významný milník v evoluční historii života, je však zahalen nejistotou. Někdy se datuje do doby před 1,8 – 1,3 miliardami lety, tedy o mnoho dříve před kambrijskou a ediakarskou diverzifikací života. Jindy se dokonce uvádí doba před dvěma miliardami let či více. Z těchto období naší geologické historie je k dispozici jen málo fosilních nálezů eukaryot, i když výjimky existují: byly popsány starohorní fosilní nálezy protistů, které jsou označovány za časné zástupce eukaryot. Také některé nálezy řas (Grypania) jsou podle jejich objevitelů až 2,1 miliardy let staré. Stopy po existenci eukaryot byly dokonce nalezeny i v australských břidlicích starých 2,7 miliardy let. I přes tyto nálezy se hlavní současné linie eukaryot pravděpodobně oddělily až ke konci starohor, konkrétně v období mezi 1,3 – 0,72 miliardami let. Fosílie časných eukaryot, jako je například Shuiyousphaeridium macroreticulatum, může být obtížné odlišit od prokaryotických buněk. U tohoto domnělého eukaryota se při jeho řazení například vycházelo z velkých rozměrů buňky, pevné stěny a výrůstků na jeho povrchu. Většinu nálezů ze starohor však nejsou vědci schopni zařadit do konkrétnější skupiny eukaryot. Kvalitní fosílie eukaryot se začínají objevovat až v ediakaru a kambriu, tedy v období asi před půl miliardou let. V ediakaru byly nalezeny vyjma zelených řas také zvláštní planktonní organismy ze skupiny Acritarcha.

### Vznik eukaryotické buňky
Otázka vzniku eukaryotické buňky (eukaryogeneze), která je charakteristická množstvím vnitřních membrán a složitými organelami (mitochondrie), není zcela vyjasněna. Dnes se zdá, že ke vzniku eukaryot přispěly jak archeální, tak bakteriální genomy. Jedním ze světlých míst je vznik mitochondrií. V této organele byla totiž nalezena DNA, která vykazuje značnou příbuznost s bakteriemi z řádu Rickettsiales. Endosymbiotická teorie tak oprávněně tvrdí, že mitochondrie vznikly právě pohlcením Rickettsií jinou buňkou a mitochondrie jsou potomci těchto bakterií.
To však neznamená, že pouhý vznik mitochondrií znamenal vznik eukaryot v dnešním slova smyslu. Eukaryogenezi se snaží dále vysvětlit více než 20 hypotéz. Podle archeální hypotézy vznikla protoeukaryotická buňka z buňky jisté archebakterie a mitochondrie se vyvinuly až za určitý čas, a to pohlcením bakteriálního symbionta. Detailněji se okolnostmi archeální hypotézy zabývá tzv. vodíková hypotéza, podle níž zmíněná archebakterie metabolizovala vodík, který ji právě poskytovaly v rámci své respirace endosymbiotické bakterie. Tyto bakterie následně prošly evolucí a změnily se na mitochondrie.
Jiné studie však navrhují o krok složitější způsob vzniku eukaryotické buňky. Takzvané chimérické (čili fúzní) hypotézy předpokládají, že amitochondriální eukaryot, tedy předek eukaryot ještě bez mitochondrií, vznikl splynutím jedné buňky archeální a jedné bakteriální. Eukaryotický genom je podle této hypotézy rovněž mixem archeálních a bakteriálních genů. Až následně vznikly mitochondrie (a plastidy), a to dalšími endosymbiotickými událostmi. Podobná teorie navrhuje jiný sled událostí: archebakterie strávila bakterii jako potravu a část bakteriální DNA se včlenila do archeální DNA. Zcela jiný pohled nabízí teorie „Neomura“, která považuje archea i eukaryota za potomky určité složité grampozitivní bakterie, konkrétně jisté aktinobakterie. Tato aktinobakterie prošla značným vývojem a až později endosymbioticky získala mitochondrie. Nedostatkem těchto teorií je fakt, že v současnosti neznáme žádné eukaryotické organismy s primární absencí mitochondrií, ačkoliv je tyto teorie předpokládají.

### Mnohobuněčnost

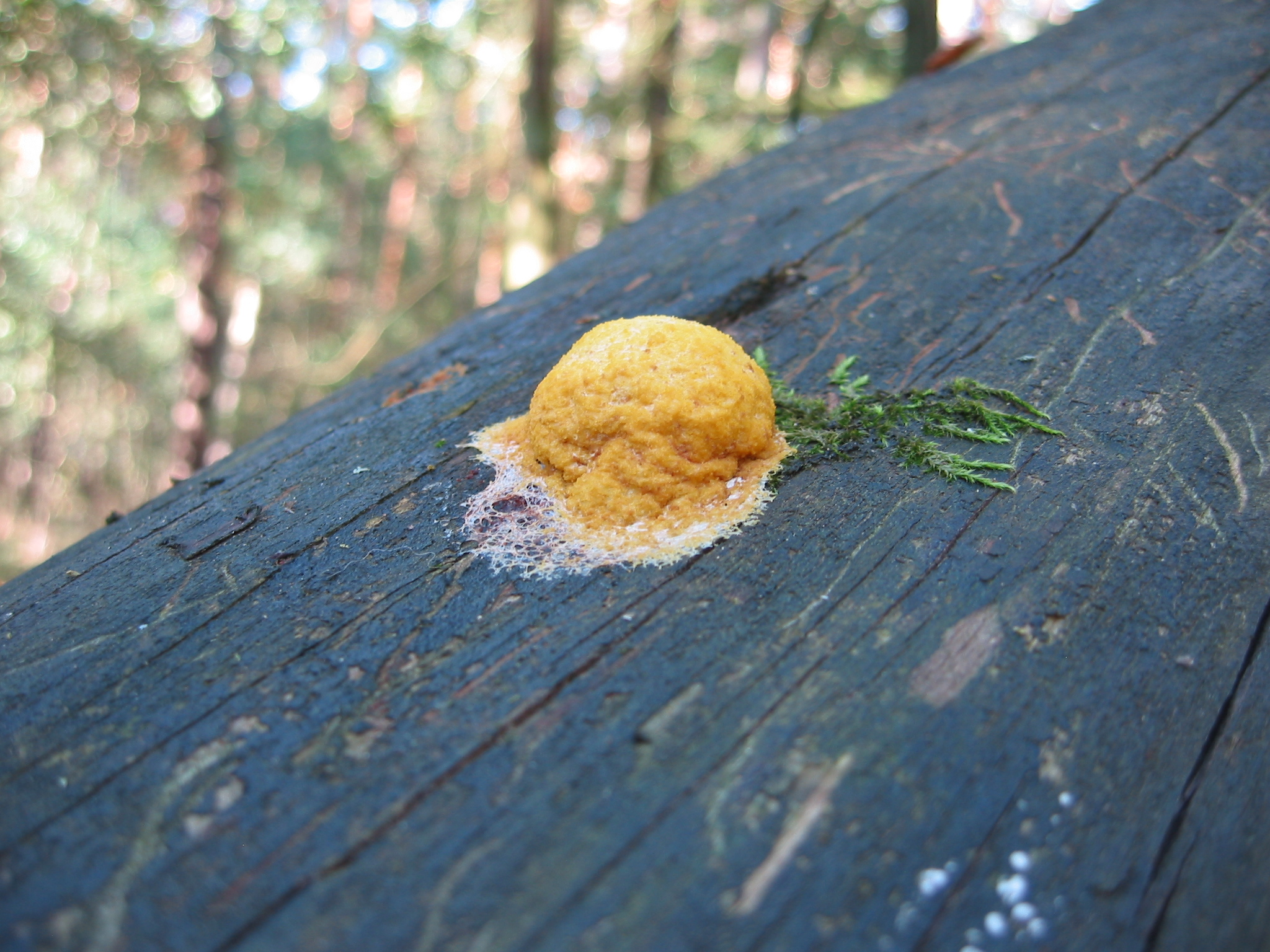
Plazmodium hlenky je ukázka mnohobuněčnosti v říši Amoebozoa

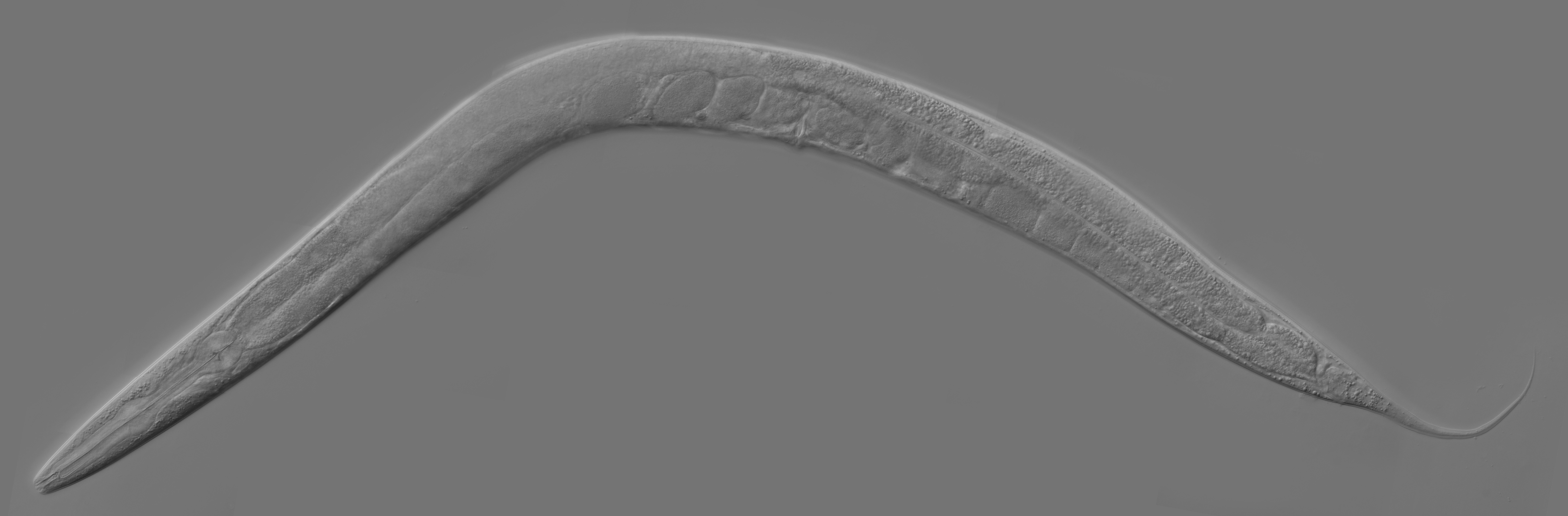
Hlístice Caenorhabditis elegans je příkladem dobře známého mnohobuněčného živočicha, každá z jejích 1090 tělních buněk má svůj osud přesně určen

U eukaryot mnohobuněčnost vznikla několikrát nezávisle na sobě, zvlášť u živočichů, rostlin, hub a mnoha dalších eukaryotických taxonů. Vznik (respektive vzniky) mnohobuněčnosti byl značným evolučním úspěchem eukaryot, u něhož byla například vyřešena otázka, jak se buňky navzájem dorozumí a jak si jednotlivé buněčné typy rozdělí práci. U mnohobuněčných živočichů jsou unikátní nejen geny zajišťující správný embryonální vývoj (např. Hox geny), ale i geny zajišťující komunikaci mezi buňkami. U mnohobuněčných se vyskytují i nové buněčné struktury (dezmozomy a jiné buněčné spoje).
První mnohobuněční živočichové vznikli v průběhu období ediakara (někdy před 570 – 550 miliony lety), jak napovídají i některá molekulárně biologická data. Zřetelnější fosilní záznam se však objevuje až v kambriu. Z této doby, označované také jako kambrická exploze druhů, pochází množství fosilních dokladů současných živočišných kmenů. U rostlin (včetně mnohých ruduch a zelených řas) se mnohobuněčnost vyvinula hned několikrát, a to zřejmě v souvislosti s tím, že se fotosyntetizující organismy nemusí tolik pohybovat za potravou, a vznik mnohobuněčnosti je pro ně tudíž schůdnější. Vývoj mnohobuněčného uspořádání se u rostlin ubíral třemi základními cestami. Některé kolonie zelených řas, jaké tvoří např. váleč koulivý (Volvox globator), se zformovaly z několika původních jedinců. Jindy se v původní buňce mnohonásobně dělilo jádro, čímž došlo ke vzniku jednobuněčných, ale vícejaderných stélek (např. rod Caulerpa). Konečně třetím způsobem vznikly mnohobuněčné rostliny tak, že se původní buňka mitoticky dělila a jednotlivé dceřiné buňky se specializovaly na určitou funkci. U hub nelze pozorovat nějaký obecný trend k mnohobuněčnosti a není vlastně jasné, kolikrát v rámci hub mnohobuněčnost vznikla.
Skupin, u nichž byla pozorována mnohobuněčnost, je však mnohem více. Příkladem jsou akrasie (Acrasidae), chaluhy (Phaeophyceae), řasovky (Oomycota), pravé hlenky (Eumycetozoa) a dokonce několik nálevníků (Ciliophora) tvořících plodničky.

## Eukaryotická buňka

### Velikost
Buňky eukaryot mají v průměru desetkrát větší rozměry (lineární) než buňky prokaryotických organismů, ačkoliv toto pravidlo platí jen zhruba. Nejmenší eukaryotické buňky má zelená řasa Ostreococcus tauri, a to přibližně jeden μm, tzn. menší než např. buňka bakterie Escherichia coli. Naopak známe mnohé obrovské eukaryotické buňky. Značných rozměrů dosahují zejména některé mnohojaderné buňky uvnitř těl velkých živočichů (jako např. některé nervové buňky), které jsou však neschopné samostatné existence. Také žloutek ve vejcích pštrose či vyhynulého ptáka Aepyornis dosahuje obrovských rozměrů, ačkoliv před oplozením představuje též jen jedinou buňku. Pokud se však zaměříme na největší buňku schopnou samostatné existence, existují i mimořádně velké jednobuněčné organismy. Velmi velká (až jeden metr) je jednobuněčná zelená řasa rodu Caulerpa. Mnohojaderná plazmodia prvoků, jako je Physarum polycephalum, mohou také dosahovat velikosti několika metrů – zaznamenáni byli jedinci uvnitř těl velkých živočichů s plochou 5,54 m2.

### Stavba buňky

Schematický model eukaryotické buňky. 1 – jadérko; 2 – jádro; 3 – ribozom; 4 – vezikul; 5 – drsné endoplazmatické retikulum; 6 – Golgiho aparát; 7 – cytoskelet; 8 – hladké endoplazmatické retikulum; 9 – mitochondrie; 10 – vakuola; 11 – cytosol; 12 – lysozom; 13 – centriola

Buňka eukaryot je radikálně odlišná od prokaryotické buňky nejen v otázce velikosti, ale vykazuje značné rozdíly i po stránce strukturní. Na rozdíl od prokaryot jsou komplexnější a tzv. kompartmentalizované, tedy rozdělené na jednotlivé kompartmenty („oddělení“). Obsahují například pravé jádro obklopené dvojitou membránou, jež odděluje DNA od okolních částí buňky. Dalším výrazným rysem je endomembránový systém, tedy skupina organel rovněž obalených membránou. K těmto patří zejména endoplazmatické retikulum, Golgiho aparát, lyzozomy či mitochondrie, případně funkční deriváty mitochondrií (hydrogenozomy, mitozomy). Evoluční novinkou je na rozdíl od prokaryot i velmi rozvinutý cytoskelet, jakási vnitřní kostra buňky tvořená především aktinem a tubulinem. Ten zajišťuje nejen pohyb buněk, ale i vnitřní transport a zastává též důležité funkce při dělení buněk. Neméně důležitou součástí jsou ribozomy, u eukaryot jsou tzv. 80S (toto číslo udává čas, za který proběhne sedimentace ribozomální makromolekuly při její ultracentrifugaci).
Mimo výše uvedené struktury, které jsou přítomné téměř ve všech eukaryotických buňkách, se v mnoha skupinách eukaryot vyvinuly i jiné specifické organely. Typickým příkladem jsou plastidy, semiautonomní organely, v nichž probíhá fotosyntéza a některé další pochody. Vyskytují se u rostlin a mnohých protistů. Vznikly pravděpodobně v evoluční historii až určitou dobu po vzniku samotné eukaryotické buňky a samotné eukaryogeneze se neúčastnily. Přesto jsou však dalším dokladem endosymbiotické teorie. Na rozdíl od mitochondrií se plastidy vyvinuly u několika, často nepříbuzných skupin eukaryot. Tzv. primární plastidy však pochází ze sinic a vznikly pravděpodobně pouze jednou, a to u rostlin, které v širším pojetí zahrnují nejen zelené rostliny (Viridiplantae), ale i ruduchy (Rhodophyta) a glaukofyty (Glaucophyta). Plastidy u jiných druhů fotosyntetizujících eukaryot vznikly především sekundární endosymbiózou, tedy pohlcením jedné ze skupin rostlin. Pohlcením ruduchy vznikly plastidy (někdy kvůli svému původu zvané rhodoplasty) např. u různých heterokont (Heterokonta) a rozsivek (Dinoflagellata), pohlcením zelené řasy vznikly plastidy u Chlorarachniophyta, některých krásnooček (Euglenoidea) a jedné obrněnky.
Zvláště u různých jednobuněčných protistů je známo mnoho dalších unikátních organel: vystřelovací či vymršťovací útvary (tzv. extruzomy), přichycovací organely (různé stonky a přísavky), stažitelné, potravní a jiné vakuoly, a podobně. K pohybu zase slouží různé bičíky a brvy (viz kapitola pohyb). Zcela samostatnou kapitolou je anatomie mnohobuněčných organismů (viz anatomie rostlin, anatomie živočichů, anatomie hub).

## Klasifikace

### Historická klasifikace
| Linnaeus 1735 2 říše | Haeckel 1866 3 říše | Chatton 1937 2 říše | Copeland 1956 4 říše | Whittaker 1969 5 říší | Woese et al. 1977 6 říší | Woese et al. 1990 3 domény |
| -------------------- | ------------------- | ------------------- | -------------------- | --------------------- | ------------------------ | -------------------------- |
|                      | Protista            | Prokaryota          | Monera               | Monera                | Eubacteria               | Bacteria                   |
| Archaebacteria       | Protista            | Prokaryota          | Monera               | Monera                | Archaea                  |                            |
| Eukaryota            | Protista            | Protista            | Protista             | Protista              | Eukarya                  |                            |
| Eukaryota            | Vegetabilia         | Protista            | Plantae              | Fungi                 | Eukarya                  | Fungi                      |
| Eukaryota            | Vegetabilia         | Plantae             | Plantae              | Plantae               | Eukarya                  | Plantae                    |
| Eukaryota            | Animalia            | Animalia            | Animalia             | Animalia              | Eukarya                  | Animalia                   |

Historické snahy o klasifikaci živých organismů jsou z velké části právě klasifikací eukaryot. Na nejvyšší úrovni v průběhu času docházelo k velkým změnám. Zatímco Linné rozeznával jen dvě základní říše, rostliny a živočichové, postupně se ukázalo, že jsou si tyto skupiny (a dále někteří jednobuněční a houby) v mnoha rysech vzájemně podobné a zároveň diametrálně odlišné od bakterií. Pravděpodobně prvním, kdo si toto uvědomil, byl francouzský biolog Edouard Chatton. Ten v roce 1937 navrhl dělit všechny živé organismy na dvě říše, eukaryota a prokaryota. Jeho návrh však poněkud zapadl a znovu se k němu v roce 1962 vrátili Roger Stanier a Cornelius Van Niel. Ačkoliv je v současnosti taxon prokaryota považován za zastaralý a nerespektující fylogenetický vývoj, taxon eukaryota se běžně používá. Podpořili ho v roce 1990 Carl Woese, Otto Kandler a Mark Wheelis, kteří rozčlenili veškerý život do tří domén, Archaea, Bacteria a Eucarya.
Tradičně se eukaryota dělila na několik říší, například podle Whittakera na říše živočichové (Animalia), rostliny (Plantae), houby (Fungi) a protisté (Protista). Cavalier-Smith dále rozdělil říši protistů na dvě dílčí, a to protozoa a chromista. Dnes se však prosazují zcela jinak postavené systémy.

### Současný taxonomický přístup

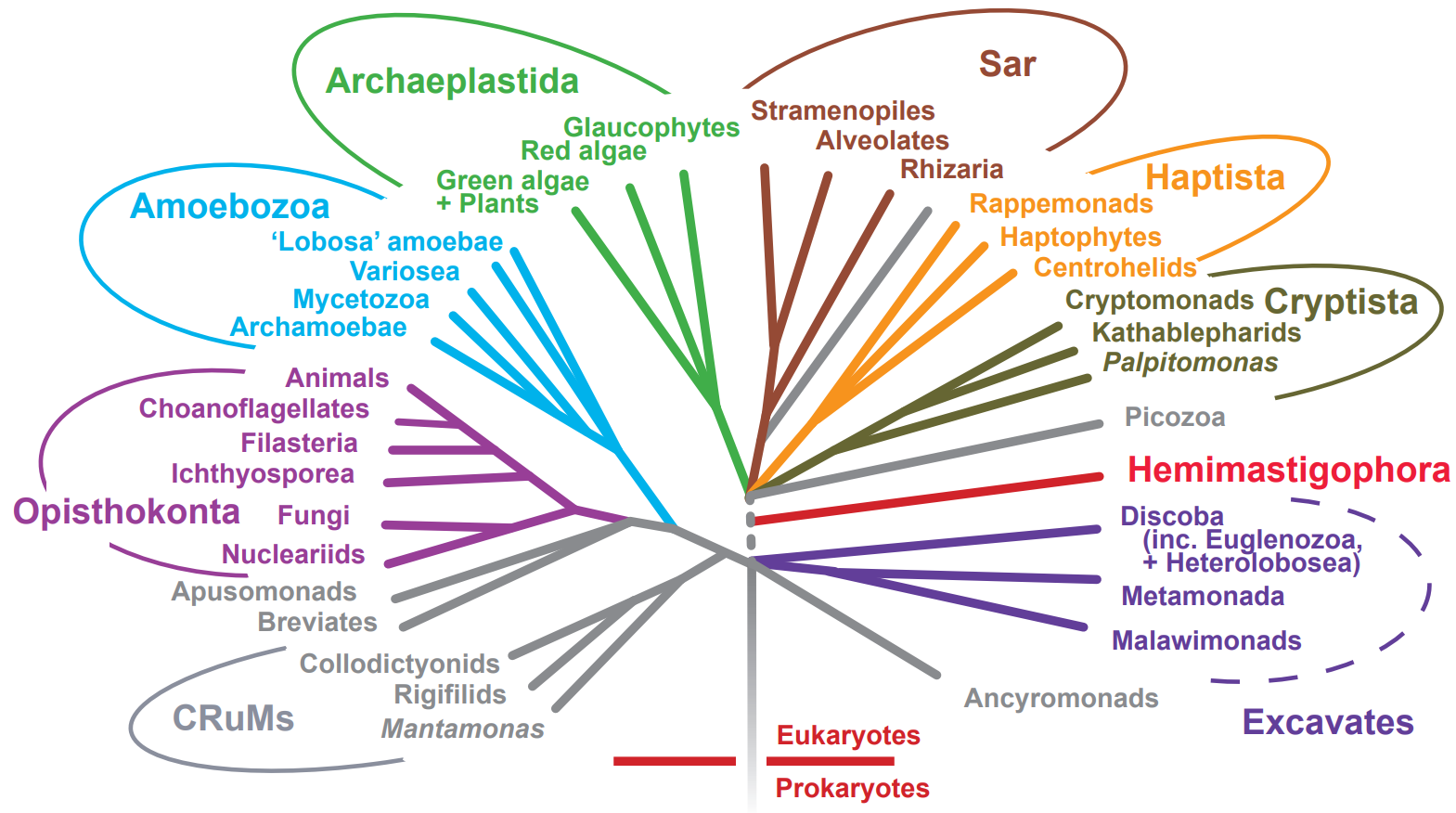
Fylogenetický strom eukaryot (odpovídá poznatkům z r. 2020)

Většina dnešních systémů uznává třídoménový systém z roku 1990 a s ním spojenou existenci domény Eukaryota. Nejnovější poznatky dokonce ukazují, že Eukaryota jsou podle jaderného genomu ve skutečnosti vnitřní skupinou archeí, která se odvětvuje uvnitř kladu Asgard, pravděpodobně jako sesterská k nově popsané skupině Heimdallarchaeota. Domény tak vlastně mohou být pouze dvě a arachea bez eukaryot by tak představovala parafylum.
Klasifikace této domény na nižších úrovních byla dlouho nejasná, avšak dnes je již systém říší, jako např. prvoci (Protozoa), vesměs překonán konceptem takzvaných superskupin („supergroups“).

#### Přístup založený na tradičních taxonech
Velká část klasifikačních systémů nadále spoléhá, v souladu s názvoslovnými normami, na tradiční taxonomické úrovně, přičemž se je snaží naplnit co nejpřirozeněji s ohledem na skutečnou příbuznost. Omezené množství klasifikačních úrovní však neumožňuje vždy vyjádřit podřízenost, a tak přetrvávají i taxony, kladoucí na stejnou úroveň více podřízených taxonů, než pouhé sesterské skupiny a často obsahují parafyletické, případně i polyfyletické taxony. Naopak se v těchto systémech zpravidla daří na některou úroveň umístit i skupiny nevyjasněného postavení, tzv. incertae sedis a skupiny vyhynulé. Využívají zpravidla tradičně zavedené říše, třebaže si nové poznatky vynutily jejich částečné přeskupení a pozměněné naplnění.
Systémy založené na tomto tradičním přístupu jsou vhodné pro katalogizaci organismů a proto se používají v mnohých internetových katalozích, jako Catalogue of Life, Species 2000, AlgaeBase, WoRMS apod. Z pedagogických důvodů jsou vhodné pro podání základního přehledu o eukaryotních organismech, naopak nevhodné pro problematiku evoluce a vzájemné příbuznosti.
Příklad ukazuje následující tabulka (podbarvení říší odpovídá podbarvení taxoboxů):
| „Říše“ (její přirozenost)                                       | Aktuálně zařazované skupiny (jejich přirozenost)                                     | Příklady                                                |
| --------------------------------------------------------------- | ------------------------------------------------------------------------------------ | ------------------------------------------------------- |
| Protozoa – prvoci (v novém smyslu) (polyfyletická)              | Excavata (parafyletická)                                                             | diplomonády, krásnoočka, trypanozomy                    |
| Protozoa – prvoci (v novém smyslu) (polyfyletická)              | Amoebozoa (holofyletická)                                                            | hlenky a většina améb                                   |
| Protozoa – prvoci (v novém smyslu) (polyfyletická)              | Sulcozoa (asi polyfyletická)                                                         | Apusozoa a některé další skupiny bičíkovců              |
| Protozoa – prvoci (v novém smyslu) (polyfyletická)              | Choanozoa (v původním smyslu) (parafyletická)                                        | plísňovky, trubénky, nukleárie                          |
| Animalia/Metazoa – (mnohobuněční) živočichové (holofyletická)   | Parazoa (holofyletická nebo parafyletická)                                           | houbovci, vločkovci                                     |
| Animalia/Metazoa – (mnohobuněční) živočichové (holofyletická)   | Radiata/Diblastica – dvojlistí/láčkovci (parafyletická)                              | žahavci, žebernatky                                     |
| Animalia/Metazoa – (mnohobuněční) živočichové (holofyletická)   | Bilateria (holofyletická)                                                            | prvoústí, druhoústí                                     |
| Fungi – houby (holofyletická)                                   | Eomycota (parafyletická)                                                             | chytridiomycety, houby spájivé, mikrosporidie, afelidie |
| Fungi – houby (holofyletická)                                   | Dikarya/Neomycota (holofyletická)                                                    | houby vřeckovýtrusé, houby stopkovýtrusé                |
| Archaeplastida/Plantae – rostliny (pravděpodobně monofyletická) | Biliphyta (parafyletická)                                                            | glaukofyty, ruduchy, Picozoa, Rhodelphidia              |
| Archaeplastida/Plantae – rostliny (pravděpodobně monofyletická) | Viridiplantae/Chloroplastida – zelené rostliny (holofyletická)                       | zelené řasy, vyšší rostliny                             |
| Chromista/Chromalveolata – chromisté (asi parafyletická)        | Sar/Harosa (holofyletická)                                                           | Stramenopiles/Heterokonta: chaluhy, oomycety, rozsivky  |
| Chromista/Chromalveolata – chromisté (asi parafyletická)        | Sar/Harosa (holofyletická)                                                           | Alveolata: krvinkovky, nálevníci, obrněnky              |
| Chromista/Chromalveolata – chromisté (asi parafyletická)        | Sar/Harosa (holofyletická)                                                           | Rhizaria: dírkonošci, mřížovci                          |
| Chromista/Chromalveolata – chromisté (asi parafyletická)        | Cryptista (holofyletická)                                                            | skrytěnky                                               |
| Chromista/Chromalveolata – chromisté (asi parafyletická)        | Haptista (nejasná, podle některých studií holofyletická, podle jiných polyfyletická) | centrohelidní slunivky, haptofyty                       |
| Chromista/Chromalveolata – chromisté (asi parafyletická)        | Provora (holofyletická)                                                              | Nebulidia (vč. Ancoracysta), Nibbleridia                |

#### Fylogenetický přístup
Podrobnější informace naleznete v článku Klasifikace eukaryot, oddílu Fylogenetické stromy.
Jiné klasifikační systémy využívají důsledněji fylogenetický přístup a jsou proto strukturovanější a lépe respektují přirozenost (monofylii) jednotlivých skupin a kladogramy získané z fylogenetických analýz – protože zpravidla nepoužívají tradiční taxony, mají možnost vyjádřit do veliké hloubky vzájemné příbuzenské vztahy. I z tohoto důvodu však oplývají velkým množstvím incertae sedis na všech úrovních a vzhledem k dosud nedostatečnému pokrytí molekulárně genetickými daty si mnohý nový poznatek vyžádá zásadnější revizi systému.
Konkrétně u eukaryot se při fylogenetickém přístupu podařilo nastolit i vyvrátit mnoho hypotéz o příbuznosti a přirozenosti vyšších skupin, což bylo zpravidla spojeno se změnou struktury systému. Lze uvést mnoho příkladů:
- Byly vyvráceny původní představy o vymezení skupin Chromista a Chromalveolata (tehdy bez Rhizaria) a požadavek přirozenosti vedl nejprve ke sjednocení jejich obsahu (zahrnutí rhizarií), ale nakonec i ke zpochybnění celkové přirozenosti.[59][60] Naopak přibývající data dosud podporují přirozenost jejich základních skupin: Sar,[61] Haptista a Cryptista[58] (ale ne jako součásti dříve předpokládané společné přirozené skupiny Hacrobia[62]).
- Byly nastoleny buněčně strukturní základy pro vymezení skupin Unikonta a Bikonta,[61] poté byly vyvráceny a nově nastoleno základní členění neexkavátních eukaryot na superskupiny Diaphoretickes a Amorphea[63]
- Protože uvnitř exkavát se podle současných představ nachází kořen eukaryotického fylogenetického stromu, nelze je chápat jako přirozenou skupinu,[58] naopak to lze tvrdit o jejich základních částech: Discoba[64] a Metamonada.
- Na vývojové linii Amorphea byly potvrzeny jako přirozené větve měňavkovci (Amoebozoa) a Obazoa a byly identifikovány jednotlivé bazální linie odvětvující se před vlastním korunovým kladem živočichů (dohromady tvoří Holozoa) jakož i bazální linie odvětvující se před vlastním korunovým kladem hub (dohromady tvoří Holomycota).

Klasifikace důsledně založená na fylogenetickém přístupu (v nejpřísnější podobě je to kladistika) je používána ve většině odborných článků zabývajících se příbuzenskými vztahy organismů, jejich evolucí a fylogenetickou klasifikací; pro objasňování této problematiky je vhodná i z pedagogických důvodů, nehodí se však pro představení základního přehledu eukaryotních organismů.
Takto založené klasifikační systémy jsou zpravidla v textu prezentovány odrážkovou strukturou s proměnným odsazením, kde nejvyšší úroveň představují tzv. superskupiny, ale nejčastěji graficky pomocí fylogenetických stromů.
Současné (2022) představy o fylogenezi eukaryot pracují zpravidla s následujícími liniemi (při výběru není brán ohledu na jejich početnost – důležité je fylogenetické postavení blízko předpokládaného kořene fylogenetického stromu eukaryot):
- Amorphea – druhově nejpočetnější superskupina: houby, živočichové, trubénky, měňavkovci;
- CRuMs – nepočetná skupina drobných protist, fylogeneticky nejbližší ke skupině Amorphea;
- Malawimonadida – skupina nejasného postavení, dříve řazená do exkavát;
- Ancyromonadida (syn. Planomonadida) – skupina nejasného postavení, nejspíš blízká (alespoň některým) metamonádám;
- Metamonada – skupina nejasného postavení, součást bývalých exkavát;
- Archaeplastida – rostliny (zelené rostliny, ruduchy, Rhodelphidia, glaukofyty a nově snad i Picozoa);
- Cryptista, případně Pancryptista[pozn. 7] – rozšířené skrytěnky, superskupina blízká k rostlinám;
- Sar, případně TSAR[pozn. 8] – velká superskupina zahrnující většinu bývalých chromalveolát;
- Haptista – zahrnuje Haptophyta a centrohelidní slunivky, nejspíš blízké k Sar/TSAR;
- Provora – drobná skupina blízká kořenu haptofyt a Sar;
- Hemimastigophora – nepočetná skupina bičíkatých predátorů (hluboká linie eukaryot);
- Discoba – součást bývalých exkavát.

Zjednodušený fylogenetický strom eukaryot podle současných (tj. r. 2022) představ (záměrně není vyznačen kořen stromu, jehož poloha není dosud definitivně vyjasněna):

|  | Picozoa                |
|  |                        |
|  | ruduchy + Rhodelphidia |
|  |                        |

|  | glaukofyty      |
|  |                 |
|  | zelené rostliny |
|  |                 |

|  | Picozoa                |
|  |                        |
|  | ruduchy + Rhodelphidia |
|  |                        |

|  | glaukofyty      |
|  |                 |
|  | zelené rostliny |
|  |                 |

|  | Picozoa                |
|  |                        |
|  | ruduchy + Rhodelphidia |
|  |                        |

|  | glaukofyty      |
|  |                 |
|  | zelené rostliny |
|  |                 |

|  | Picozoa                |
|  |                        |
|  | ruduchy + Rhodelphidia |
|  |                        |

|  | glaukofyty      |
|  |                 |
|  | zelené rostliny |
|  |                 |

|  | nálevníci                                               |
|  |                                                         |
|  | \| \| výtrusovci \| \| \| \| \| \| obrněnky \| \| \| \| |
|  |                                                         |
|  | výtrusovci                                              |
|  |                                                         |
|  | obrněnky                                                |
|  |                                                         |

|  | výtrusovci |
|  |            |
|  | obrněnky   |
|  |            |

|  | nálevníci                                               |
|  |                                                         |
|  | \| \| výtrusovci \| \| \| \| \| \| obrněnky \| \| \| \| |
|  |                                                         |
|  | výtrusovci                                              |
|  |                                                         |
|  | obrněnky                                                |
|  |                                                         |

|  | výtrusovci |
|  |            |
|  | obrněnky   |
|  |            |

|  | nálevníci                                               |
|  |                                                         |
|  | \| \| výtrusovci \| \| \| \| \| \| obrněnky \| \| \| \| |
|  |                                                         |
|  | výtrusovci                                              |
|  |                                                         |
|  | obrněnky                                                |
|  |                                                         |

|  | výtrusovci |
|  |            |
|  | obrněnky   |
|  |            |

|  | nálevníci                                               |
|  |                                                         |
|  | \| \| výtrusovci \| \| \| \| \| \| obrněnky \| \| \| \| |
|  |                                                         |
|  | výtrusovci                                              |
|  |                                                         |
|  | obrněnky                                                |
|  |                                                         |

|  | výtrusovci |
|  |            |
|  | obrněnky   |
|  |            |

|  | nálevníci                                               |
|  |                                                         |
|  | \| \| výtrusovci \| \| \| \| \| \| obrněnky \| \| \| \| |
|  |                                                         |
|  | výtrusovci                                              |
|  |                                                         |
|  | obrněnky                                                |
|  |                                                         |

|  | výtrusovci |
|  |            |
|  | obrněnky   |
|  |            |

|  | nálevníci                                               |
|  |                                                         |
|  | \| \| výtrusovci \| \| \| \| \| \| obrněnky \| \| \| \| |
|  |                                                         |
|  | výtrusovci                                              |
|  |                                                         |
|  | obrněnky                                                |
|  |                                                         |

|  | výtrusovci |
|  |            |
|  | obrněnky   |
|  |            |

|  | nálevníci                                               |
|  |                                                         |
|  | \| \| výtrusovci \| \| \| \| \| \| obrněnky \| \| \| \| |
|  |                                                         |
|  | výtrusovci                                              |
|  |                                                         |
|  | obrněnky                                                |
|  |                                                         |

|  | výtrusovci |
|  |            |
|  | obrněnky   |
|  |            |

|  | nálevníci                                               |
|  |                                                         |
|  | \| \| výtrusovci \| \| \| \| \| \| obrněnky \| \| \| \| |
|  |                                                         |
|  | výtrusovci                                              |
|  |                                                         |
|  | obrněnky                                                |
|  |                                                         |

|  | výtrusovci |
|  |            |
|  | obrněnky   |
|  |            |

|  | nálevníci                                               |
|  |                                                         |
|  | \| \| výtrusovci \| \| \| \| \| \| obrněnky \| \| \| \| |
|  |                                                         |
|  | výtrusovci                                              |
|  |                                                         |
|  | obrněnky                                                |
|  |                                                         |

|  | výtrusovci |
|  |            |
|  | obrněnky   |
|  |            |

|  | nálevníci                                               |
|  |                                                         |
|  | \| \| výtrusovci \| \| \| \| \| \| obrněnky \| \| \| \| |
|  |                                                         |
|  | výtrusovci                                              |
|  |                                                         |
|  | obrněnky                                                |
|  |                                                         |

|  | výtrusovci |
|  |            |
|  | obrněnky   |
|  |            |

|  | nálevníci                                               |
|  |                                                         |
|  | \| \| výtrusovci \| \| \| \| \| \| obrněnky \| \| \| \| |
|  |                                                         |
|  | výtrusovci                                              |
|  |                                                         |
|  | obrněnky                                                |
|  |                                                         |

|  | výtrusovci |
|  |            |
|  | obrněnky   |
|  |            |

|  | nálevníci                                               |
|  |                                                         |
|  | \| \| výtrusovci \| \| \| \| \| \| obrněnky \| \| \| \| |
|  |                                                         |
|  | výtrusovci                                              |
|  |                                                         |
|  | obrněnky                                                |
|  |                                                         |

|  | výtrusovci |
|  |            |
|  | obrněnky   |
|  |            |

|  | nálevníci                                               |
|  |                                                         |
|  | \| \| výtrusovci \| \| \| \| \| \| obrněnky \| \| \| \| |
|  |                                                         |
|  | výtrusovci                                              |
|  |                                                         |
|  | obrněnky                                                |
|  |                                                         |

|  | výtrusovci |
|  |            |
|  | obrněnky   |
|  |            |

|  | nálevníci                                               |
|  |                                                         |
|  | \| \| výtrusovci \| \| \| \| \| \| obrněnky \| \| \| \| |
|  |                                                         |
|  | výtrusovci                                              |
|  |                                                         |
|  | obrněnky                                                |
|  |                                                         |

|  | výtrusovci |
|  |            |
|  | obrněnky   |
|  |            |

|  | nálevníci                                               |
|  |                                                         |
|  | \| \| výtrusovci \| \| \| \| \| \| obrněnky \| \| \| \| |
|  |                                                         |
|  | výtrusovci                                              |
|  |                                                         |
|  | obrněnky                                                |
|  |                                                         |

|  | výtrusovci |
|  |            |
|  | obrněnky   |
|  |            |

|  | nálevníci                                               |
|  |                                                         |
|  | \| \| výtrusovci \| \| \| \| \| \| obrněnky \| \| \| \| |
|  |                                                         |
|  | výtrusovci                                              |
|  |                                                         |
|  | obrněnky                                                |
|  |                                                         |

|  | výtrusovci |
|  |            |
|  | obrněnky   |
|  |            |

|  | Picozoa                |
|  |                        |
|  | ruduchy + Rhodelphidia |
|  |                        |

|  | glaukofyty      |
|  |                 |
|  | zelené rostliny |
|  |                 |

|  | Picozoa                |
|  |                        |
|  | ruduchy + Rhodelphidia |
|  |                        |

|  | glaukofyty      |
|  |                 |
|  | zelené rostliny |
|  |                 |

|  | Picozoa                |
|  |                        |
|  | ruduchy + Rhodelphidia |
|  |                        |

|  | glaukofyty      |
|  |                 |
|  | zelené rostliny |
|  |                 |

|  | Picozoa                |
|  |                        |
|  | ruduchy + Rhodelphidia |
|  |                        |

|  | glaukofyty      |
|  |                 |
|  | zelené rostliny |
|  |                 |

|  | nálevníci                                               |
|  |                                                         |
|  | \| \| výtrusovci \| \| \| \| \| \| obrněnky \| \| \| \| |
|  |                                                         |
|  | výtrusovci                                              |
|  |                                                         |
|  | obrněnky                                                |
|  |                                                         |

|  | výtrusovci |
|  |            |
|  | obrněnky   |
|  |            |

|  | nálevníci                                               |
|  |                                                         |
|  | \| \| výtrusovci \| \| \| \| \| \| obrněnky \| \| \| \| |
|  |                                                         |
|  | výtrusovci                                              |
|  |                                                         |
|  | obrněnky                                                |
|  |                                                         |

|  | výtrusovci |
|  |            |
|  | obrněnky   |
|  |            |

|  | nálevníci                                               |
|  |                                                         |
|  | \| \| výtrusovci \| \| \| \| \| \| obrněnky \| \| \| \| |
|  |                                                         |
|  | výtrusovci                                              |
|  |                                                         |
|  | obrněnky                                                |
|  |                                                         |

|  | výtrusovci |
|  |            |
|  | obrněnky   |
|  |            |

|  | nálevníci                                               |
|  |                                                         |
|  | \| \| výtrusovci \| \| \| \| \| \| obrněnky \| \| \| \| |
|  |                                                         |
|  | výtrusovci                                              |
|  |                                                         |
|  | obrněnky                                                |
|  |                                                         |

|  | výtrusovci |
|  |            |
|  | obrněnky   |
|  |            |

|  | nálevníci                                               |
|  |                                                         |
|  | \| \| výtrusovci \| \| \| \| \| \| obrněnky \| \| \| \| |
|  |                                                         |
|  | výtrusovci                                              |
|  |                                                         |
|  | obrněnky                                                |
|  |                                                         |

|  | výtrusovci |
|  |            |
|  | obrněnky   |
|  |            |

|  | nálevníci                                               |
|  |                                                         |
|  | \| \| výtrusovci \| \| \| \| \| \| obrněnky \| \| \| \| |
|  |                                                         |
|  | výtrusovci                                              |
|  |                                                         |
|  | obrněnky                                                |
|  |                                                         |

|  | výtrusovci |
|  |            |
|  | obrněnky   |
|  |            |

|  | nálevníci                                               |
|  |                                                         |
|  | \| \| výtrusovci \| \| \| \| \| \| obrněnky \| \| \| \| |
|  |                                                         |
|  | výtrusovci                                              |
|  |                                                         |
|  | obrněnky                                                |
|  |                                                         |

|  | výtrusovci |
|  |            |
|  | obrněnky   |
|  |            |

|  | nálevníci                                               |
|  |                                                         |
|  | \| \| výtrusovci \| \| \| \| \| \| obrněnky \| \| \| \| |
|  |                                                         |
|  | výtrusovci                                              |
|  |                                                         |
|  | obrněnky                                                |
|  |                                                         |

|  | výtrusovci |
|  |            |
|  | obrněnky   |
|  |            |

|  | nálevníci                                               |
|  |                                                         |
|  | \| \| výtrusovci \| \| \| \| \| \| obrněnky \| \| \| \| |
|  |                                                         |
|  | výtrusovci                                              |
|  |                                                         |
|  | obrněnky                                                |
|  |                                                         |

|  | výtrusovci |
|  |            |
|  | obrněnky   |
|  |            |

|  | nálevníci                                               |
|  |                                                         |
|  | \| \| výtrusovci \| \| \| \| \| \| obrněnky \| \| \| \| |
|  |                                                         |
|  | výtrusovci                                              |
|  |                                                         |
|  | obrněnky                                                |
|  |                                                         |

|  | výtrusovci |
|  |            |
|  | obrněnky   |
|  |            |

|  | nálevníci                                               |
|  |                                                         |
|  | \| \| výtrusovci \| \| \| \| \| \| obrněnky \| \| \| \| |
|  |                                                         |
|  | výtrusovci                                              |
|  |                                                         |
|  | obrněnky                                                |
|  |                                                         |

|  | výtrusovci |
|  |            |
|  | obrněnky   |
|  |            |

|  | nálevníci                                               |
|  |                                                         |
|  | \| \| výtrusovci \| \| \| \| \| \| obrněnky \| \| \| \| |
|  |                                                         |
|  | výtrusovci                                              |
|  |                                                         |
|  | obrněnky                                                |
|  |                                                         |

|  | výtrusovci |
|  |            |
|  | obrněnky   |
|  |            |

|  | nálevníci                                               |
|  |                                                         |
|  | \| \| výtrusovci \| \| \| \| \| \| obrněnky \| \| \| \| |
|  |                                                         |
|  | výtrusovci                                              |
|  |                                                         |
|  | obrněnky                                                |
|  |                                                         |

|  | výtrusovci |
|  |            |
|  | obrněnky   |
|  |            |

|  | nálevníci                                               |
|  |                                                         |
|  | \| \| výtrusovci \| \| \| \| \| \| obrněnky \| \| \| \| |
|  |                                                         |
|  | výtrusovci                                              |
|  |                                                         |
|  | obrněnky                                                |
|  |                                                         |

|  | výtrusovci |
|  |            |
|  | obrněnky   |
|  |            |

|  | nálevníci                                               |
|  |                                                         |
|  | \| \| výtrusovci \| \| \| \| \| \| obrněnky \| \| \| \| |
|  |                                                         |
|  | výtrusovci                                              |
|  |                                                         |
|  | obrněnky                                                |
|  |                                                         |

|  | výtrusovci |
|  |            |
|  | obrněnky   |
|  |            |

|  | nálevníci                                               |
|  |                                                         |
|  | \| \| výtrusovci \| \| \| \| \| \| obrněnky \| \| \| \| |
|  |                                                         |
|  | výtrusovci                                              |
|  |                                                         |
|  | obrněnky                                                |
|  |                                                         |

|  | výtrusovci |
|  |            |
|  | obrněnky   |
|  |            |

|  | nukleárie |
|  |           |
|  | houby     |
|  |           |

|  | plísňovky                                                |
|  |                                                          |
|  | \| \| trubénky \| \| \| \| \| \| živočichové \| \| \| \| |
|  |                                                          |
|  | trubénky                                                 |
|  |                                                          |
|  | živočichové                                              |
|  |                                                          |

|  | trubénky    |
|  |             |
|  | živočichové |
|  |             |

|  | nukleárie |
|  |           |
|  | houby     |
|  |           |

|  | plísňovky                                                |
|  |                                                          |
|  | \| \| trubénky \| \| \| \| \| \| živočichové \| \| \| \| |
|  |                                                          |
|  | trubénky                                                 |
|  |                                                          |
|  | živočichové                                              |
|  |                                                          |

|  | trubénky    |
|  |             |
|  | živočichové |
|  |             |

|  | nukleárie |
|  |           |
|  | houby     |
|  |           |

|  | plísňovky                                                |
|  |                                                          |
|  | \| \| trubénky \| \| \| \| \| \| živočichové \| \| \| \| |
|  |                                                          |
|  | trubénky                                                 |
|  |                                                          |
|  | živočichové                                              |
|  |                                                          |

|  | trubénky    |
|  |             |
|  | živočichové |
|  |             |

|  | nukleárie |
|  |           |
|  | houby     |
|  |           |

|  | plísňovky                                                |
|  |                                                          |
|  | \| \| trubénky \| \| \| \| \| \| živočichové \| \| \| \| |
|  |                                                          |
|  | trubénky                                                 |
|  |                                                          |
|  | živočichové                                              |
|  |                                                          |

|  | trubénky    |
|  |             |
|  | živočichové |
|  |             |

|  | nukleárie |
|  |           |
|  | houby     |
|  |           |

|  | plísňovky                                                |
|  |                                                          |
|  | \| \| trubénky \| \| \| \| \| \| živočichové \| \| \| \| |
|  |                                                          |
|  | trubénky                                                 |
|  |                                                          |
|  | živočichové                                              |
|  |                                                          |

|  | trubénky    |
|  |             |
|  | živočichové |
|  |             |

|  | nukleárie |
|  |           |
|  | houby     |
|  |           |

|  | plísňovky                                                |
|  |                                                          |
|  | \| \| trubénky \| \| \| \| \| \| živočichové \| \| \| \| |
|  |                                                          |
|  | trubénky                                                 |
|  |                                                          |
|  | živočichové                                              |
|  |                                                          |

|  | trubénky    |
|  |             |
|  | živočichové |
|  |             |

|  | nukleárie |
|  |           |
|  | houby     |
|  |           |

|  | plísňovky                                                |
|  |                                                          |
|  | \| \| trubénky \| \| \| \| \| \| živočichové \| \| \| \| |
|  |                                                          |
|  | trubénky                                                 |
|  |                                                          |
|  | živočichové                                              |
|  |                                                          |

|  | trubénky    |
|  |             |
|  | živočichové |
|  |             |

|  | nukleárie |
|  |           |
|  | houby     |
|  |           |

|  | plísňovky                                                |
|  |                                                          |
|  | \| \| trubénky \| \| \| \| \| \| živočichové \| \| \| \| |
|  |                                                          |
|  | trubénky                                                 |
|  |                                                          |
|  | živočichové                                              |
|  |                                                          |

|  | trubénky    |
|  |             |
|  | živočichové |
|  |             |

|  | nukleárie |
|  |           |
|  | houby     |
|  |           |

|  | plísňovky                                                |
|  |                                                          |
|  | \| \| trubénky \| \| \| \| \| \| živočichové \| \| \| \| |
|  |                                                          |
|  | trubénky                                                 |
|  |                                                          |
|  | živočichové                                              |
|  |                                                          |

|  | trubénky    |
|  |             |
|  | živočichové |
|  |             |

|  | nukleárie |
|  |           |
|  | houby     |
|  |           |

|  | plísňovky                                                |
|  |                                                          |
|  | \| \| trubénky \| \| \| \| \| \| živočichové \| \| \| \| |
|  |                                                          |
|  | trubénky                                                 |
|  |                                                          |
|  | živočichové                                              |
|  |                                                          |

|  | trubénky    |
|  |             |
|  | živočichové |
|  |             |

|  | nukleárie |
|  |           |
|  | houby     |
|  |           |

|  | plísňovky                                                |
|  |                                                          |
|  | \| \| trubénky \| \| \| \| \| \| živočichové \| \| \| \| |
|  |                                                          |
|  | trubénky                                                 |
|  |                                                          |
|  | živočichové                                              |
|  |                                                          |

|  | trubénky    |
|  |             |
|  | živočichové |
|  |             |

|  | nukleárie |
|  |           |
|  | houby     |
|  |           |

|  | plísňovky                                                |
|  |                                                          |
|  | \| \| trubénky \| \| \| \| \| \| živočichové \| \| \| \| |
|  |                                                          |
|  | trubénky                                                 |
|  |                                                          |
|  | živočichové                                              |
|  |                                                          |

|  | trubénky    |
|  |             |
|  | živočichové |
|  |             |

|  | nukleárie |
|  |           |
|  | houby     |
|  |           |

|  | plísňovky                                                |
|  |                                                          |
|  | \| \| trubénky \| \| \| \| \| \| živočichové \| \| \| \| |
|  |                                                          |
|  | trubénky                                                 |
|  |                                                          |
|  | živočichové                                              |
|  |                                                          |

|  | trubénky    |
|  |             |
|  | živočichové |
|  |             |

|  | nukleárie |
|  |           |
|  | houby     |
|  |           |

|  | plísňovky                                                |
|  |                                                          |
|  | \| \| trubénky \| \| \| \| \| \| živočichové \| \| \| \| |
|  |                                                          |
|  | trubénky                                                 |
|  |                                                          |
|  | živočichové                                              |
|  |                                                          |

|  | trubénky    |
|  |             |
|  | živočichové |
|  |             |

|  | nukleárie |
|  |           |
|  | houby     |
|  |           |

|  | plísňovky                                                |
|  |                                                          |
|  | \| \| trubénky \| \| \| \| \| \| živočichové \| \| \| \| |
|  |                                                          |
|  | trubénky                                                 |
|  |                                                          |
|  | živočichové                                              |
|  |                                                          |

|  | trubénky    |
|  |             |
|  | živočichové |
|  |             |

|  | nukleárie |
|  |           |
|  | houby     |
|  |           |

|  | plísňovky                                                |
|  |                                                          |
|  | \| \| trubénky \| \| \| \| \| \| živočichové \| \| \| \| |
|  |                                                          |
|  | trubénky                                                 |
|  |                                                          |
|  | živočichové                                              |
|  |                                                          |

|  | trubénky    |
|  |             |
|  | živočichové |
|  |             |

## Genetika

Eukaryotické buněčné jádro

Genetický materiál v podobě DNA je uložen v jádře (či několika jádrech, jako u nálevníků) a v semiautonomních organelách, jako jsou mitochondrie a plastidy (vzácně též jinde, např. v nukleomorfu, zbytku jádra po endosymbiontovi). Tato DNA se následně, podobně jako u ostatních domén organismů, přepisuje do RNA a ta pak slouží buď k syntéze proteinů (mRNA), nebo má určitou katalytickou funkci jako taková (rRNA, tRNA a podobně).
V jádře tvoří DNA a některé proteiny (např. histony) tzv. chromatin, jehož jednotlivé oddělené části se nazývají chromozomy. Stáčením (spiralizací) a rozplétáním (despiralizací) chromatinu se značně mění jejich velikost. Velikost jaderného genomu (počet bází) je značně rozmanitá. Nejmenší eukaryotický genom, pouze 2,9 milionu párů bází, má vnitrobuněčná parazitická mikrosporidie jménem Encephalitozoon cuniculi, a to proto, že u ní došlo k redukci genomu v rámci jejího parazitického způsobu života. Naopak největší genom ze všech známých eukaryot (670 miliard párů bází) má Amoeba dubia. Oproti prokaryotním organizmům u eukaryot většina jejich DNA nekóduje žádný gen (a tedy ani protein). U lidí tvoří nekódující DNA asi 97 % genomu a její funkce, pokud nějaké vůbec má, není v drtivé většině případů dosud známa. Označuje se též jako junk DNA, související termíny jsou také introny či repetitivní DNA.
Mitochondriální DNA a plastidová DNA jsou oproti jaderné DNA relativně malé a cirkulární a považují se za pozůstatek po endosymbiotických událostech, při nichž byl eukaryontní buňkou pohlcen prokaryotní organismus. Mitochondriální DNA má mnoho společných znaků s DNA alfa proteobakterií, plastidová vykazuje příbuznost s DNA cyanobakterií (sinic).

## Životní projevy

### Metabolismus
Metabolické pochody výrazně ovlivňuje už vyšší velikost eukaryontní buňky, která značně zvyšuje poměr objemu a plochy buňky. V podstatě rozeznáváme u eukaryot dva druhy výživy: obligátní fotoautotrofii u rostlin a jiných fotosyntetizujících organismů a obligátní chemoheterotrofii u živočichů, hub a jiných organismů živících se organickým materiálem. Pokud umí nějaký organismus užívat oba tyto základní typy výživy (např. mnohá krásnoočka), označuje se termínem mixotrof. Najdeme však drobné odchylky od klasických způsobů získávání živin a energie. Někteří prvoci a houby například dokáží metabolizovat i bez kyslíku.

### Rozmnožování
V reprodukci eukaryot hraje velkou roli nepohlavní rozmnožování, ale evolučně unikátní je zřejmě schopnost rozmnožovat se pohlavně. Poměrně často dochází k pravidelnému střídání pohlavního a nepohlavního rozmnožování (metageneze). Pouze u některých protistů, jako trubénky (Choanoflagellata), eugleny (Euglenoidea), trichomonády (Trichomonadida) a většina krytének (Arcellinida), nebyla sexuální reprodukce dosud nalezena a o její existenci můžeme jen spekulovat.
Nepohlavně se množí většina protistů, ale i některé mnohobuněčné organismy. U jednobuněčných organismů je rozmnožování asociováno s mitózou. Před vlastní cytokinezí musí být replikována DNA a také se musí zmnožit organely, aby každá dceřiná buňka byla kompletní. Rozlišuje se několik typů nepohlavního rozmnožování, a to prosté dělení ve dva (u protistů nejběžnější), dále pučení (např. rournatky, Suctoria) či mnohonásobné dělení buňky za vzniku spousty dceřiných buněk (různí výtrusovci, Apicomplexa). U mnohobuněčných organismů se vyskytuje široké spektrum různých druhů nepohlavního rozmnožování, jako je vegetativní rozmnožování (např. fragmentace u mnohých rostlin), tvorba spor nepohlavní cestou, partenogeneze, apomixie či též pučení.
I pohlavní rozmnožování je v rámci eukaryotické domény neobyčejně rozšířené (až na výše zmíněné výjimky). Typický scénář u mnoha prvoků i mnohobuněčných organismů vypadá takto: v procesu meiózy vznikají dva typy sexuálně diferencovaných buněk, tzv. gamety, obvykle označované jako + a – (či samčí a samičí). Pokud tyto buňky vypadají velmi podobně, pak rozmnožování je izogamické, pokud jsou odlišné, pak se mluví o anizogamii. Specifickým typem je pak oogamie, při níž je velká samičí pohlavní buňka oplodněna malou pohyblivou samčí pohlavní buňkou. Někdy splývají rovnou rodičovské buňky (gamonti), příkladem je konjugace nálevníků. U některých mnohobuněčných organizmů se vyvinuly specializované pohlavní orgány.

### Pohyb

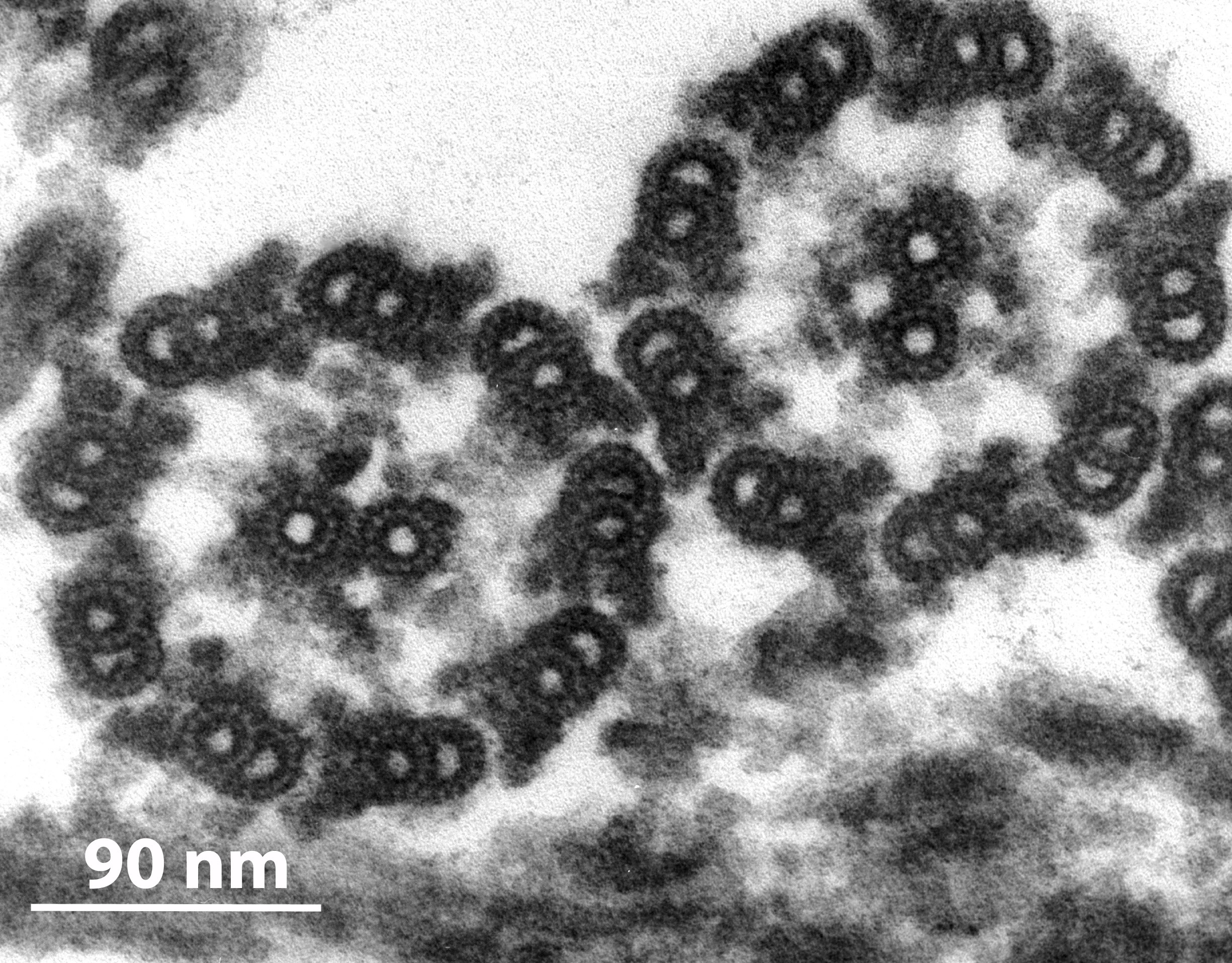
Na průřezu bičíkem je jasně viditelné rozložení mikrotubulů (podle vzorce 9×2+2)
(transmisní elektronový mikroskop)

Charakter pohybu eukaryotických organismů se do značné míry odvíjí od jejich tělní stavby. Jiný typ pohybu najdeme u jednobuněčných eukaryot, jinak se samozřejmě pohybují mnohobuněční.
U jednobuněčných organismů či jednobuněčných stádií mnohobuněčných organismů (př. spermie) hlavní roli hrají zejména řasinky či bičíky, struktury o průměru asi 0,2 mikrometru. Vlastní úzké tělo (axonema) je celé povlečeno plazmatickou membránou a nachází se tedy uvnitř buňky. Na příčném průřezu je vidět unikátní uspořádání mikrotubulů (9×2+2), při němž je jedna centrální dvojice mikrotubulů obklopena kruhovitě devíti dalšími. Tato struktura je velmi stabilní a liší se jen u několika skupin. Pohyb bičíků a řasinek spotřebovává ATP a je založen na činnosti tzv. ATPáz. Známe však i mnoho jiných struktur umožňujících pohyb samostatných buněk. Améboidní (měňavkovitý) pohyb eukaryot je založen na polymeraci aktinu a vyskytuje se například u zástupců říše Amoebozoa či také mnoha dírkonošců (Foraminifera). Charakteristický druh pohybu u krásnooček (Euglenida) zahrnující vlnivé změny těla se nazývá euglenoidní pohyb. Klouzavým pohybem, který je zřejmě založen na cíleném vylučování slizu, se mohou pohybovat například hromadinky (Gregarinidea) či kokcidie (Coccidea). U mnohobuněčných organismů se rozvinuly zcela jiné druhy lokomoce, povětšinou založené na kontrakci speciálních typů buněk, a zahrnující plazení, chůzi, běh, plavání a podobně.

## Rozšíření
Eukaryotické organismy žijí téměř všude, kde je dostatečný konstantní přívod energie, a to buď sluneční záření pro autotrofy, nebo dostatek živin pro výživu heterotrofů. Extrémofilní eukaryota, podobně jako mnohé bakterie a archea, žijí i na mnoha neobvyklých stanovištích s extrémními podmínkami. Omezujícím faktorem je pro eukaryotické organismy zejména teplota prostředí, která na rozdíl od bakterií a archeí (ani u většiny termofilních eukaryot) nesmí přesáhnout 70 °C.
Výčet extrémních prostředí je poměrně dlouhý. Známe anaerobní eukaryota (mnozí protisté s hydrogenozomy, kvasinky), termofily (např. ruducha Cyanidium caldarium, termofilní houby z kompostů, někteří mnohoštětinatci), chladnomilná eukaryota (psychrofilní protisté z arktických a antarktických moří), acidofilové (Cyanidium caldarium a několik hub žijících v pH 0), alkalofilové (někteří protisté žijící v pH 10), halofilové (např. řasa Dunaliella salina), barofilové (hlubokomořští sumýši v 110 MPa) i xerofilové (mnohé pouštní houby a lišejníky).